# Theodor Wiegand

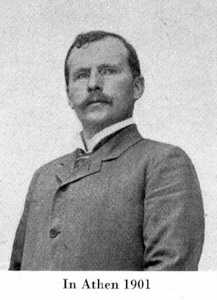
Theodor Wiegand (1901)

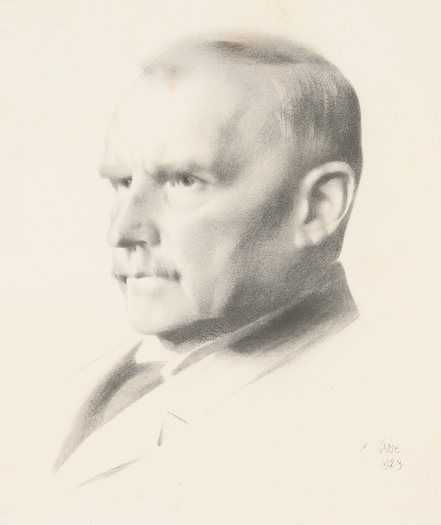
Theodor Wiegand, Lithographie von Konrad Böse aus dem Jahr 1923

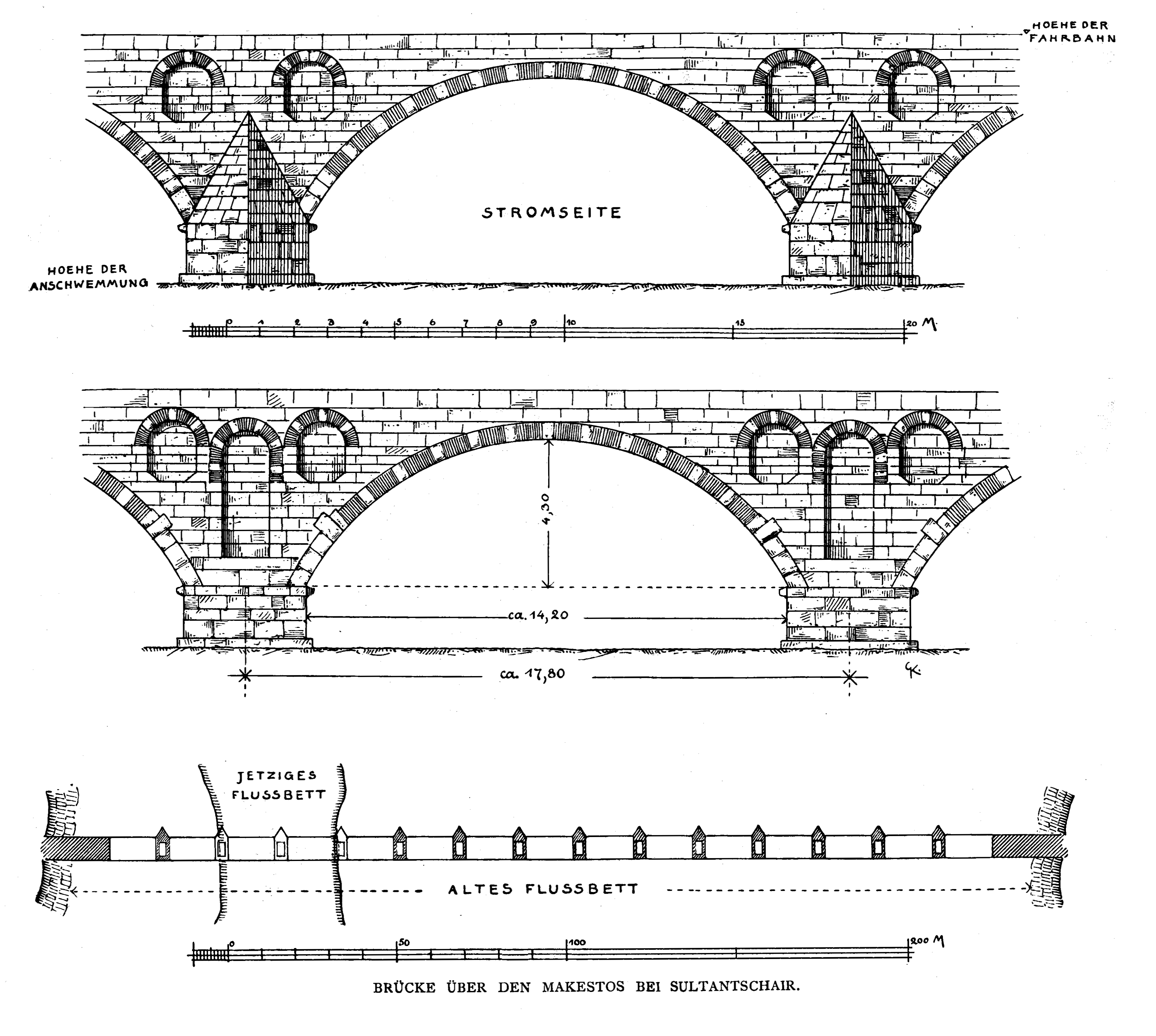
Wiegands Zeichnung der Makestosbrücke in Mysien

Theodor Wiegand (* 30. Oktober 1864 in Bendorf, Rheinprovinz; † 19. Dezember 1936 in Berlin) war ein deutscher Klassischer Archäologe. 

## Leben
Theodor Wiegand wurde als ältester Sohn des Arztes Konrad Wiegand und dessen Frau Ida geboren. Nach dem Abitur in Kassel studierte er zunächst an der Universität München Kunstgeschichte, Klassische Archäologie und Altertumswissenschaft. 1887 wurde er (wie Richard Du Moulin-Eckart) im traditionsreichen Corps Suevia München recipiert. Dort schloss er mehrere Freundschaften, die zeitlebens hielten. Als Inaktiver wechselte er an die Universität Berlin und die Universität Freiburg. 1894 ging er an die Abteilung Athen das Archäologischen Instituts des Deutschen Reiches, wo er sich unter Wilhelm Dörpfeld an den Grabungen auf der Akropolis beteiligte. 1895 ging er als Assistent des Archäologen Carl Humann nach Priene in Kleinasien. Als jener nach drei Wochen erkrankte, führte er die Grabungskampagne fort. Nach Humanns Tod 1896 wurde er zu dessen Nachfolger als Ausgrabungsleiter in Priene und als auswärtiger Direktor der Berliner Museen mit Sitz in Smyrna ernannt.
Nachdem er 1899 die Freilegung Prienes, das wegen der Geschlossenheit der Stadtanlage und des guten Erhaltungszustandes der Häusergrundrisse auch das „griechische Pompeji“ genannt wird, erfolgreich abgeschlossen hatte, grub er von 1899 bis 1911 in Zusammenarbeit mit Hubert Knackfuß Teile der Handelsmetropole Milet aus. Hier waren bedeutende Vorarbeiten zu leisten, da der Grabungsplatz besiedelt war und das sumpfige Gelände erst trockengelegt werden musste. Die Hoffnung Wiegands, die archaische Stadt, das Milet der Naturphilosophen Thales und Anaximander wiederzufinden, das 494 v. Chr. während des Ionischen Aufstandes durch die Perser zerstört worden war, sollte sich nur bedingt erfüllen. Stattdessen stieß er auf die hellenistisch-römische Schicht mit ihren prächtigen Repräsentationsbauten, darunter das berühmte Markttor von Milet, heute eines der Hauptwerke des Berliner Pergamonmuseums.

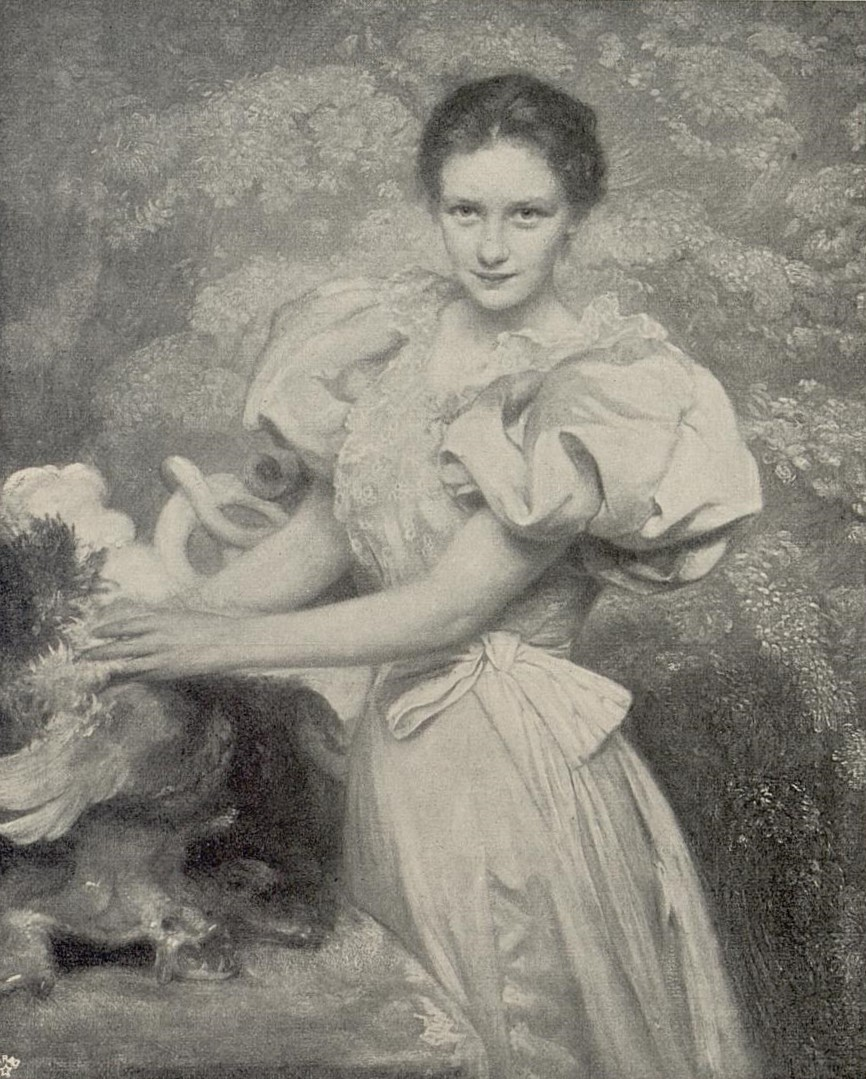
Marie Wiegand (geb. von Siemens) auf einem Gemälde von Max Koner

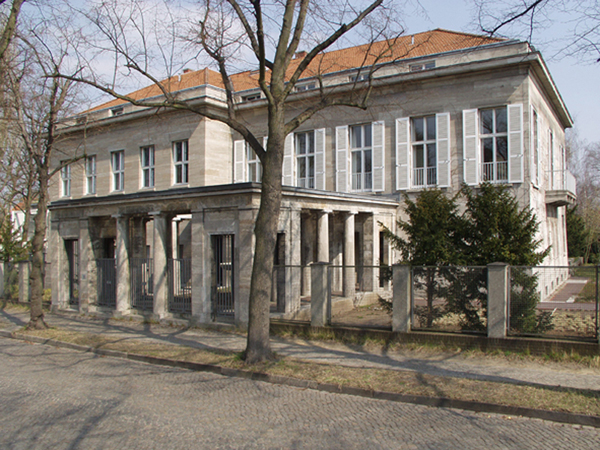
Das von Peter Behrens erbaute Haus Wiegand beherbergt heute die Zentrale des Deutschen Archäologischen Instituts

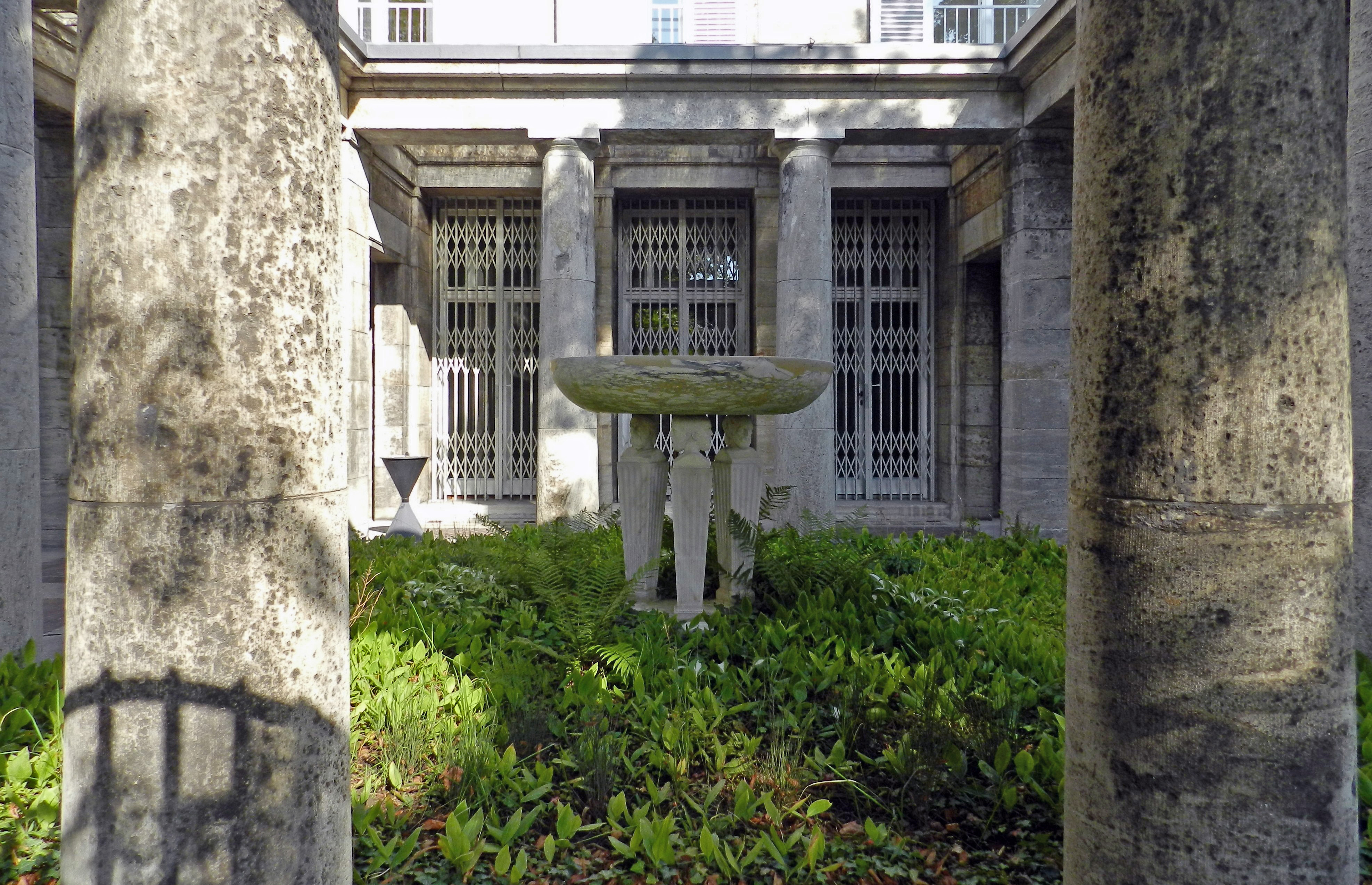
Säulenvorhof (Peristyl) des Hauses Wiegand

Weitere Ausgrabungen leitete er in Didyma (1905 bis 1911) und auf Samos (1910 bis 1911). Wiegands letzte Grabung war 1927 die Wiederaufnahme der Untersuchung von Pergamon, wo er die Arsenale auf der Burg entdeckte und das vor der Stadt gelegene Heiligtum des Asklepios freilegte. 
Am 14. Januar 1900 heiratete er Marie von Siemens, eine Tochter der Elise Görz und des Bankiers Georg von Siemens, Gründer der Deutschen Bank, mit der er zwei Söhne hatte, Werner und Gerhard. Seine Schwägerin Charlotte von Siemens (1880–1974) heiratete 1901 Hans Schrader, die andere Schwägerin Elisabeth heiratete Ferdinand Kurlbaum.
Theodor Wiegand war von 1899 bis 1911 auswärtiger Direktor der Berliner Museen in Konstantinopel und darüber hinaus wissenschaftlicher Attaché bei der deutschen Botschaft in Konstantinopel. Als somit diplomatischer Arm der Museen vertrat er die archäologischen Interessen Deutschlands im Osmanischen Reich und koordinierte die immer umfangreicheren deutschen Grabungen im Orient, u. a. auch in Mesopotamien.
1911 ging Wiegand zurück nach Berlin, um die Leitung der Antikenabteilung der Berliner Museen zu übernehmen. 1911/1912 erbaute der Architekt Peter Behrens für Wiegands Familie das „Haus Wiegand“, eine repräsentative neoklassizistische Villa in Berlin-Dahlem, in der heute die Zentrale des Deutschen Archäologischen Instituts residiert.
Im Ersten Weltkrieg leitete Wiegand als Hauptmann der Landwehrartillerie im Asien-Korps das Deutsch-Türkische Denkmalschutzkommando, dem unter anderem die Architekten Karl Wulzinger, Carl Watzinger und Walter Bachmann angehörten. Notaufnahmen beziehungsweise Surveys unter anderem von Damaskus, Petra und im Sinai werden nach dem Krieg publiziert. 1917 bis 1918 war Wiegand auch für den Abschluss der 1898 nach dem dortigen Besuch von Kaiser Wilhelm II. begonnenen deutschen Grabungsaktivitäten in Baalbek im Libanon verantwortlich, deren Ergebnisse er 1921 bis 1924 in einem dreibändigen Werk herausgab.
Die Tätigkeit im Libanon fiel in die Zeit der militärischen Besatzung dieser bis 1915 unter einem armenisch-christlichen Gouverneur selbstverwalteten Provinz durch deutsche und türkische Truppen, bei der ca. 100.000 – von zu Kriegsbeginn 450.000 – überwiegend christliche Einwohner der Provinz aufgrund von Hunger und Seuchen infolge einer alliierten Seeblockade und Requirierungen durch die türkische Armee starben (Hungersnot im Libanon 1916–1918). Wiegand fertigte Aufzeichnungen über diese Katastrophe in seinen später unter dem Titel „Halbmond im letzten Viertel“ veröffentlichten Briefen an.
Als Direktor der Antikenabteilung der Museen in Berlin war Wiegand für den Aufbau und die Einrichtung des Pergamonmuseums auf der Berliner Museumsinsel zuständig. 1916 erwarb er die Thronende Göttin aus Tarent für die Berliner Museen und 1925 die hocharchaische Frauenstatue mit Granatapfel (sogenannte Berliner Göttin) aus Keratea, Attika. 
Bereits im Ruhestand wurde er 1932 Präsident des Archäologischen Instituts des Deutschen Reiches. In dieser Funktion versuchte er in der Frühphase des Dritten Reichs eine ideologische Einflussnahme seitens des Amtes Rosenberg auf die Klassische Archäologie zu verhindern, obwohl er 1934 den Wahlaufruf „Deutsche Wissenschaftler hinter Adolf Hitler“ im Völkischen Beobachter unterschrieb. In seinem letzten Lebensjahr musste er hinnehmen, dass die von ihm vorgesehene Ernennung des Archäologen und Bauforschers Armin von Gerkan zum Direktor der Abteilung Athen des Archäologischen Instituts des Deutschen Reiches hintertrieben wurde und mit Walther Wrede ein Funktionär der NSDAP die Stelle erhielt.

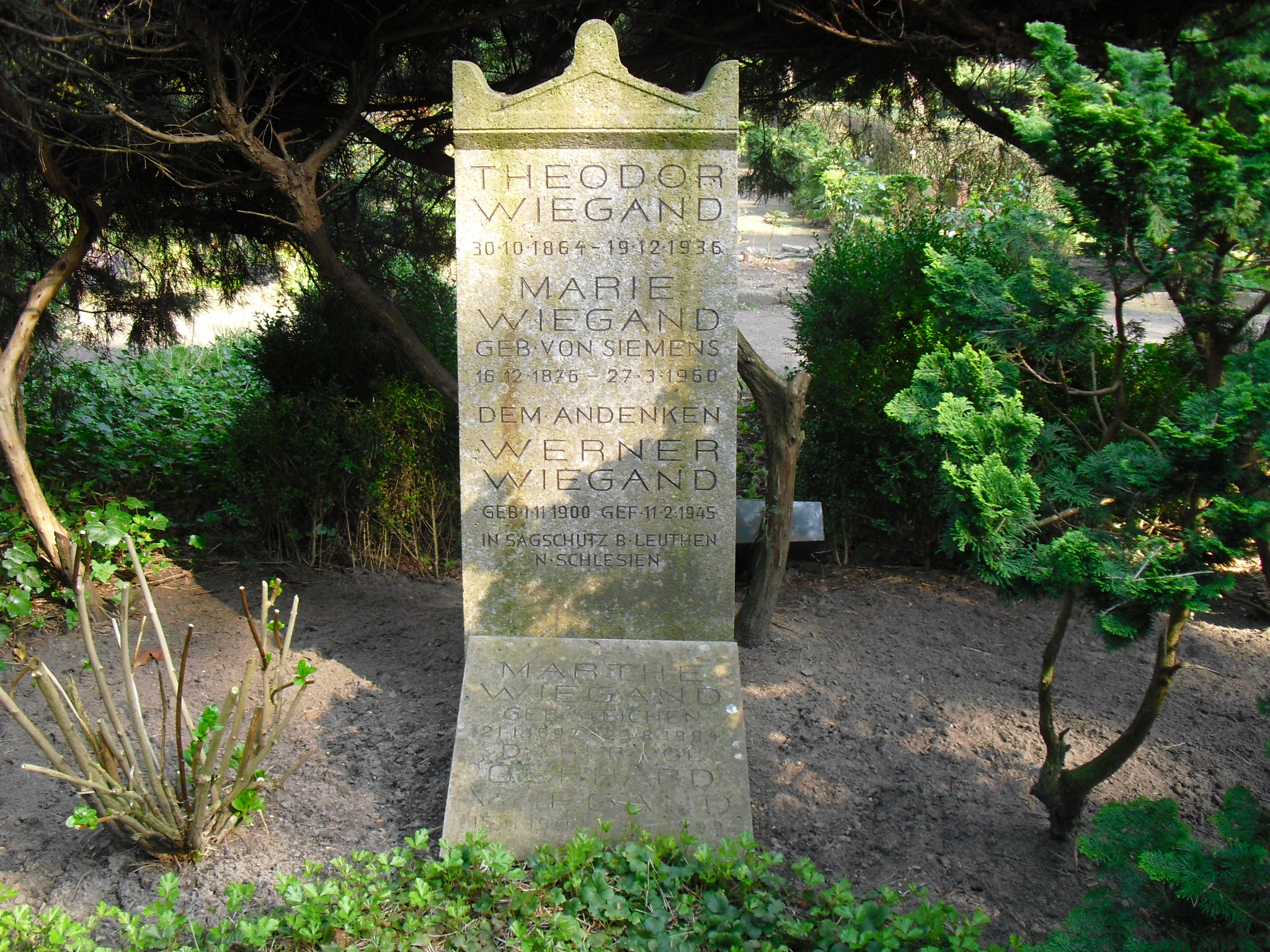
Das Grab von Theodor und Marie Wiegand auf dem Waldfriedhof Dahlem vor der Abräumung (2014)

Theodor Wiegand starb im Dezember 1936 im Alter von 72 Jahren in Berlin an den Spätfolgen einer Malaria. Die Beisetzung erfolgte auf dem Waldfriedhof Dahlem (Grablage: 014-259). Auch die Witwe Marie Wiegand geb. von Siemens wurde 1960 dort bestattet. Zudem erinnerte eine Inschrift am Grabstein an den gemeinsamen Sohn Werner Wiegand, der Ende des Zweiten Weltkriegs als Soldat in Schlesien gefallen war.
Die letzte Ruhestätte von Theodor Wiegand war von 1990 bis 2014 als Ehrengrab des Landes Berlin gewidmet. Nach Auslaufen der Widmung wurde die Grabstätte bereits 2015 wegen Platzmangels auf dem Friedhof abgeräumt.

## Ehrungen
1922 wurde Wiegand als ordentliches Mitglied in die Preußische Akademie der Wissenschaften aufgenommen. Im Jahr seines Ausscheidens aus dem Staatsdienst wurde er 1930 zum auswärtigen Mitglied der Göttinger Akademie der Wissenschaften gewählt. Ab 1931 war er Mitglied des Ordens Pour le Mérite für Wissenschaft und Künste, 1932 erhielt er den Bayerischen Maximiliansorden für Wissenschaft und Kunst. 
Im Jahr 1935 ernannte ihn seine Geburtsstadt Bendorf zum Ehrenbürger.
Wiegand ist Namensgeber der Theodor Wiegand Gesellschaft. Gesellschaft der Freunde des Deutschen Archäologischen Instituts.

## Veröffentlichungen (Auswahl)
- Die puteolanische Bauinschrift sachlich erläutert. B. G. Teubner, Leipzig 1894 (Dissertation; Digitalisat).
- mit Hans Schrader: Priene. Ergebnisse der Ausgrabungen und Untersuchungen in den Jahren 1895–1898. Georg Reimer, Berlin 1904 (Digitalisat).
- Der Latmos (= Milet. Ergebnisse der Ausgrabungen und Untersuchungen. Band 3, Heft 1). Georg Reimer, Berlin 1913 (Digitalisat).
- Bronzefigur einer Spinnerin im Antiquarium der Koeniglichen Museen (= Programme zum Winckelmannsfeste der Archäologischen Gesellschaft zu Berlin. Nummer 73). Georg Reimer, Berlin 1913 (Digitalisat).
- Die milesische Landschaft (= Milet. Ergebnisse der Ausgrabungen und Untersuchungen. Band 2, Heft 2). Hans Schoetz und co., Berlin 1929 (Digitalisat).
- mit Georg Kawerau: Die Paläste der Hochburg (= Altertümer von Pergamon. Band 5,1). Text- und Tafelband, Walter de Gruyter, Berlin/Leipzig 1930 (Digitalisate: Textband; Tafelband).